# Hemicycla
Hemicycla é um género de gastrópode  da família Helicidae.
Este género contém as seguintes espécies:
- Hemicycla adansoni
- Hemicycla berkeleyi
- Hemicycla eurythyra
- Hemicycla inutilis
- Hemicycla mascaensis
- Hemicycla modesta
- Hemicycla plicaria
- Hemicycla pouchet
- Hemicycla saulcyi